# Denys Berintschyk
Denys Jurijowytsch Berintschyk (ukrainisch Денис Юрійович Берінчик, engl. Transkription Denys Berinchyk; * 5. Mai 1988 in Krasnodon, Oblast Luhansk) ist ein ukrainischer Profiboxer und ehemaliger WBO-Weltmeister im Leichtgewicht. Bei den Amateuren war er im Halbweltergewicht unter anderem Vizeweltmeister 2011 und Silbermedaillengewinner der Olympischen Spiele 2012.

## Amateurkarriere
Denys Berintschyk wurde 2013 und 2014 Ukrainischer Meister im Halbweltergewicht.
Bei den Weltmeisterschaften 2011 in Baku kämpfte er sich im Halbweltergewicht gegen Nazir Piraki aus Tadschikistan, Roniel Iglesias aus Kuba, Anderson Rojas aus Ecuador, Jonathan Alonso aus Spanien, Heybatulla Hajialiyev aus Aserbaidschan und Thomas Stalker aus England ins Finale vor, wo er knapp mit 23:26 gegen den Brasilianer Éverton Lopes unterlag.
Als Vize-Weltmeister war er für die Olympischen Spiele 2012 in London qualifiziert und erreichte dort mit Siegen gegen Anthony Yigit aus Schweden, Jeff Horn aus Australien und Urantschimegiin Mönch-Erdene aus der Mongolei das Finale, wo er diesmal mit 15:22 gegen Roniel Iglesias verlor und die Silbermedaille erhielt.
2013 gewann er zudem eine Bronzemedaille im Halbweltergewicht bei der Sommer-Universiade in Kasan, nachdem er im Halbfinale gegen Radschab Butajew ausgeschieden war.
2013/14 boxte er für das ukrainische Team Ukraine Otamans in der World Series of Boxing.

## Profikarriere
Er wechselte noch 2015 in das Profilager und gewann am 22. Dezember 2018 den International-Titel der WBO im Leichtgewicht, den er achtmal verteidigen konnte.
Am 18. Mai 2024 gewann er im Alter von 36 Jahren den vakanten WBO-Weltmeistertitel im Leichtgewicht durch einen Punktesieg gegen Emanuel Navarrete. Er war zu diesem Zeitpunkt auf Platz 1 der WBO-Herausforderer geführt worden.
Am 14. Februar 2025 verlor er seine erste Titelverteidigung im Madison Square Garden von New York City durch Knockout in der vierten Runde gegen den US-Amerikaner Keyshawn Davis.